# Mike Hampton
Pour les articles homonymes, voir Michael Hampton.
Michael William Hampton (né le 9 septembre 1972 à Brooksville, Floride, États-Unis) est un lanceur partant gaucher ayant joué dans la Ligue majeure de baseball de 1993 à 2010.
Cinq fois sélectionné pour le match des étoiles, Hampton a connu une saison de 22 victoires pour les Astros de Houston, a remporté un Gant doré comme meilleur joueur défensif à sa position, gagné cinq Bâtons d'argent comme meilleur lanceur offensif, et joué en Série mondiale 2000 pour les Mets de New York.

## Carrière

### Premières saisons
Hampton a joué sa première saison avec les Mariners de Seattle où il n'a joué que 13 matchs - 1 gagnée pour 3 perdues. En 1994, il fut transféré aux Astros de Houston où il a passé 6 saisons. 
Pendant sa carrière avec les Astros, il enregistre une moyenne de points mérités en dessous de 4,00 chaque saison, et en 1999, il gagne 22 victoires pour 4 défaites et termine second lors du vote pour le meilleur lanceur (trophée Cy Young), prix remporté cette année-là par Randy Johnson des Diamondbacks de l'Arizona. Hampton est le premier lanceur gaucher à gagner 20 matchs dans l'histoire des Astros.
Hampton s'aide aussi en tant que frappeur aussi, avec une moyenne de 0,311, 3 doubles, 3 triples et 10 points produits.

### New York et Colorado
En 2000, Hampton fut transféré aux Mets de New York où il a enregistré 15 victoires pour 10 défaites. En 2001 après une seule saison avec les Mets, il fut acquis par les Rockies du Colorado qui joue à Coors Field, un stade notoire pour être favorable aux frappeurs. Avec une moyenne de points mérités de 5,41 en 2001 et 6,15 en 2002. Pourtant, il a continué de frapper de mieux en mieux, avec une moyenne de 0,291, 7 coups de circuit, 16 points produits et 20 points comptés en 2001 et une moyenne de 0,344, 3 circuits, 5 points produits et 9 points comptés en 2002.

### Braves d'Atlanta
En 2003, il a rejoint les Braves d'Atlanta, qui évoluent dans un stade connu pour être favorable aux lanceurs. Sa moyenne de points mérités est descendue, mais ses statistiques au bâton sont aussi descendues, avec une moyenne de 0,183 et 0,172 en 2003 et 2004, avant de frapper 0,320 en 2005. Hampton n'a pas joué depuis 2005 en raison de multiples blessures dont la plus récente le 8 avril 2007 lui a fait manquer sa deuxième saison consécutive.

### Retour à Houston
En décembre 2008, il a signé un contrat comme agent libre avec l'une de ses anciennes équipes, les Astros de Houston.

### Diamondbacks de l'Arizona
Hampton lance en relève pour les Diamondbacks de l'Arizona en 2010. Le 26 mars 2011, quelques jours avant la fin de l'entraînement de printemps des D-Backs, il annonce sa retraite de joueur.

## Distinctions
- Deuxième place lors du vote pour le trophée Cy Young en 1999
- Vainqueur du Bâton d'argent 5 fois d'affilée, de 1999 à 2003.
- Détient le record pour le plus grand nombre de Bâtons d'argent par un lanceur (5).
- Gant doré pour un lanceur : 2003
- Plus grand nombre de victoires : 1999
- Meilleur pourcentage de victoires : 1999